# Лам
Lamb е британско трип-хоп дуо от Манчестър. Имат общо 7 издадени музикални албума. Успяват да постигнат широка известност най-вече с песните си – „Gorecki“ и „Gabriel“.

## Дискография

### Студийни албуми
| 1996 | Lamb - Издаден: 1996, 2014 (re-issue) - Издател: Fontana, Music on Vinyl (re-issue) - Носители: CD, LP, Double LP (reissue)           |
| 1999 | Fear of Fours - Издаден: 1999 - Издател: Fontana, Mercury - Носители: CD, Double LP                                                   |
| 2001 | What Sound - Издаден: 2001 - Издател: Mercury - Носители: CD, Double LP, DI                                                           |
| 2003 | Between Darkness and Wonder - Издаден: 2003 - Издател: Mercury - Носители: CD, LP, DI                                                 |
| 2011 | 5 - Издаден: 2011 - Издател: Lamb, Strata - Носители: CD, Double LP, DI                                                               |
| 2014 | Backspace Unwind - Издаден: 13 October 2014 - Издател: Strata, Butler - Носители: CD, Limited-edition double CD, Vinyl, DI            |
| 2019 | The Secret of Letting Go - Издаден: 26 April 2019 - Издател: Cooking Vinyl - Носители: CD, Vinyl, Limited-edition Vinyl, DI, Cassette |

### Сингли
- 1996 „Cotton Wool“
- 1996 „Gold“
- 1996 „God Bless“
- 1997 „Gorecki“
- 1999 „B Line“
- 1999 „Softly“
- 1999 „All in Your Hands“
- 2001 „Gabriel“ (Limited Edition)
- 2003 „Sweet“
- 2003 „Gabriel“ (Remix, Promo Copy)
- 2004 „Wonder“

## В България
Лам имат три изяви в България:
- 22 юни 2009 г. (като част от Park Live Fest)
- 8 март 2015 г. (самостоятелно участие)
- 27 ноември 2019 г. (самостоятелно участие)